# Maison Wilkin
La maison Wilkin  est une ancienne ferme classée située dans le hameau d'Ollomont faisant partie de la commune de Houffalize en Belgique (province de Luxembourg). 

## Localisation
L'immeuble se situe au centre du hameau ardennais d'Ollomont, au no 31. Il se trouve en partie adossé aux rochers, directement en contrebas du cimetière et de la chapelle Sainte-Marguerite et à côté de l'ancien presbytère d'Ollomont, deux autres sites classés. 

## Historique
La partie droite de la ferme semble dater du XVIIIe siècle et la partie gauche pourrait avoir été érigée au siècle suivant.

## Description
Placée perpendiculairement à la rue, cette ancienne ferme est réalisée en pierres de schiste et de grès sur une base rectangulaire d'environ  d'environ 20 mètres de façade sur 9 mètres pour le pignon situé du côté de la rue et comptant deux travées. La toiture est recouverte de cherbins, de grosses ardoises locales. La maison est entourée d’un jardinet clôturé par un mur bas.

## Classement et protection
Les façades et les toitures de la maison Wilkin, no 31 à Ollomont et l'ensemble formé par cette maison, le jardinet qui en dépend et l'espace public attenant avec le frêne qui y croît et qui constitue une extension de classement du site formé par la tour et l'abside de l'ancienne église Ste-Marguerite, le cimetière et son mur de clôture, déjà classé par l'arrêté du Régent du 11 octobre 1948 sont repris depuis le 21 novembre 1989 sur la liste du patrimoine immobilier classé de Houffalize. 